# Droyes
Droyes korábbi község Franciaországban, Haute-Marne megyében. Lakosainak száma 434 fő (2018. január 1.). Droyes Bailly-le-Franc, La Porte du Der, Planrupt, Châtillon-sur-Broué, Giffaumont-Champaubert, Outines és Montier-en-Der községekkel határos.
2016. január 1-jén három másik korábbi községgel egyesült és az így létrejött Rives Dervoises új község része lett.

## Népesség
A település népességének változása:
| Lakosok száma | 424  | 395  | 359  | 334  | 333  | 412  | 416  | 424  | 440  | 434  |
|               | 1962 | 1968 | 1982 | 1990 | 1999 | 2008 | 2011 | 2013 | 2017 | 2018 |